# フォッカー F.VII

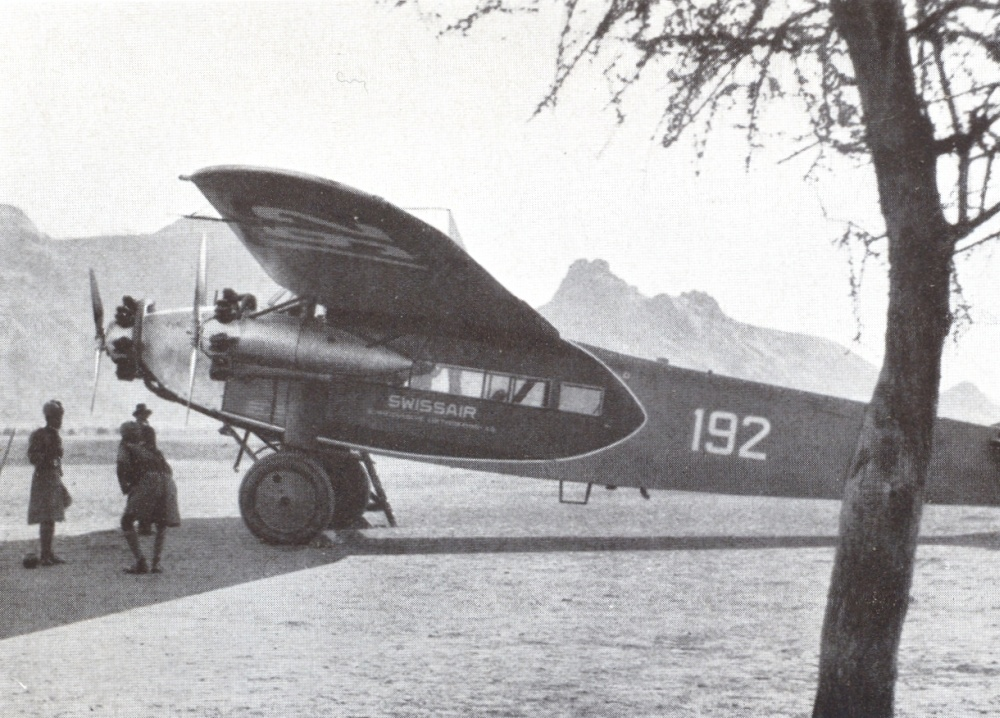
スイス航空のフォッカー F.VIIb/3m

フォッカー F.VII（Fokker F.VII）は、1920年代にオランダのフォッカーおよびフォッカーのアメリカ合衆国子会社であるアトランティック・エアクラフト社や多くのメーカーでライセンス生産された旅客機である。単発の原型機フォッカー F.VIIは1924年に初飛行し、翌年三発のF.VIIa/3mが開発された。
三発（トライ）の発動機（モーター）を備えることにちなんでフォッカー・トライモーター（Fokker Trimotor）とも呼ばれる。なお、同じ名を持つ航空機はもう一機種存在し、それはフォードが製作したフォード トライモータである。

## 概要
1924年、ヴァルター・レーテル（Walter Rethel）の設計で単発高翼単葉の原型機が開発された。アンソニー・フォッカーはエンジンを2基追加して Ford Reliability Tour に出場させ、その後の生産型のF.VIIa/3m、F.VIIb/3m、F.10は三発の構成が採用された。乗客数 8～12の旅客機として、ヨーロッパやアメリカ合衆国の航空会社で多く使われた。1920年代後半のアメリカの旅客機の市場で優位に立ち、多くの記録飛行に用いられた。またアメリカ陸軍や海軍などで輸送機として採用された。構造は1920年代における一般的手法で、鋼管フレーム外部に合板・羽布張り、木製主翼であった。
1931年に有名なフットボールチームのコーチ、ニュート・ロックニーの乗ったTWAのF.10が事故を起こしたが、その後の調査で木製機の耐久信頼性が疑われるに至り、ボーイング 247やダグラス DC-2のような近代的な全金属製旅客機登場のきっかけになった。

## フォッカー F.VIIによる記録飛行
- 1926年5月9日 - リチャード・バードがF.VIIa/3m、「ジョセフィーン」で北極圏を越える飛行に成功した。
- 1927年6月28日-29日 - アメリカ陸軍のレスター・メイトランド（Lester Maitland）とアルバート・ヒーゲンバーガー（Albert Hegenberger）がアトランティック・エアクラフト社製の軍用型（C-2）「バードオブパラダイス」で、アメリカ本土からハワイまでの3,862 kmの飛行に初めて成功した。
- 1927年6月29日 - リチャード・バードがC-2の民間仕様「アメリカ」で大西洋横断に成功し、7月1日、フランスの海岸に不時着した。
- 1927年8月31日 - 'Dan' Minchin、Leslie Hamiltonおよびアン・サヴィルがF.VIIa「セント・ラファエル」でヨーロッパからアメリカへの大西洋逆横断を企てたが行方不明となった。
- 1927年9月7日 - ジェームズ・デウィット・ヒル（James DeWitt Hill）、ロイド・バートード（Lloyd W. Bertaud）の搭乗したF.VIIa 「オールド・グローリー」がニューヨークからイタリアのローマまでの飛行を企てるが、失敗した。
- 1928年6月 - チャールズ・キングスフォード・スミスがF.VIIb/3m「サザンクロス」でアメリカ合衆国からオーストラリアまでの太平洋横断飛行に成功した。9月にはオーストラリアからニュージーランドまでの往復飛行に成功した。
- 1928年6月17日 - アメリア・イアハートが同乗したF.VIIb/3m 「フレンドシップ」が、女性を乗せた最初の大西洋無着陸横断飛行に成功した。
- 1929年1月1日-7日 - ロサンジェルスでアメリカ陸軍のC-2A「クエスチョンマーク号」が空中給油による長時間飛行記録、150時間を記録した。

## 派生型
- F.VII - 360 hp ロールス・ロイス イーグルエンジン単発の乗員2名6座席の旅客機。5機生産。
- F.VIIa (F.VIIa/1m) - F.VIIを少し大型にした単発機。1925年3月12日に初飛行、初号機は420 hp Packard Libertyエンジン単発、39機はブリストル ジュピターまたはプラット・アンド・ホイットニー ワスプエンジンを搭載して生産された。多くがF.VIIa/3mに改造された。
- F.VIIa/3m - 翼下に2基のエンジンを追加、1925年9月4日に初飛行した。最初の2機はF.VIIaからの改造で、3号機からは胴体が80cm延長された。200 hp Wright J-4 Whirlwindエンジンを搭載。18機ほどが生産された。
- F.VIIb/3m - 主要生産型、翼幅が広げられた。154機が生産された。
- ライセンス機 （アトランティック・エアクラフト社）
  - F.9 - アメリカの子会社製の VIIb/3m。
  - F.10 - イギリス向け拡大型。乗客数12に改造。
  - C-2 - F.9のアメリカ陸軍向け輸送機型。220 hp ライト J-5 空冷エンジン搭載、乗客数10、1926年に3機生産。
  - C-2A - アメリカ陸軍向け輸送機型の翼幅拡大版。220 hp ライト J-5 空冷エンジン搭載、乗客数10、1928年に8機生産。
  - XC-7 - C-2Aに、330 hp ライト J-6-9ラジアルピストンエンジンを装備。
  - C-7 - C-2Aのエンジンを300 hp ライト R-975に変更。 XC-7のプロトタイプと4機のC-2ASが1931年にC-7に名称変更。
  - C-7A - 改造ではなく新規に生産したC-7。翼面積が拡大され、尾翼の形状が変更された。6機生産。
  - XLB-2 - C-7に 410 hp プラット&ホイットニー R-1380エンジンを搭載して軽爆撃機に改造した試作機。1機のみ。
  - TA- 1 - アメリカ海軍および海兵隊向けの軍用輸送機型、3機製作。
  - TA- 2 - アメリカ海軍向けの輸送機型。3機製作。
  - TA- 3 - アメリカ海軍向けの輸送機型。ライト J-6エンジンを搭載、1機製作。
  - RA-1 - TA-1の名称変更。
  - RA-2 - TA-2の名称変更。
  - RA-3 - TA-3の名称変更。
- その他の国のメーカーでのライセンス生産
  - SABCA　29機生産。
  - アヴィア　18機生産。
  - IMAM Ro.10としてイタリアで3機生産。
  - ポーランドのPlage i Laśkiewiczで、1929年から1930年にかけて、11機の旅客機と20機の独自に開発した爆撃機型を生産した。
  - 3機が、スペインで生産。
  - アブロ　アブロ618の名称で14機生産。

## 仕様（F.VIIb/3m）
- 乗員： 2名
- 乗客： 8名
- 全長： 14.60 m
- 全幅： 21.70 m
- 全高： 3.90 m
- 空虚重量： 3,050 kg
- 総重量： 5,200 kg

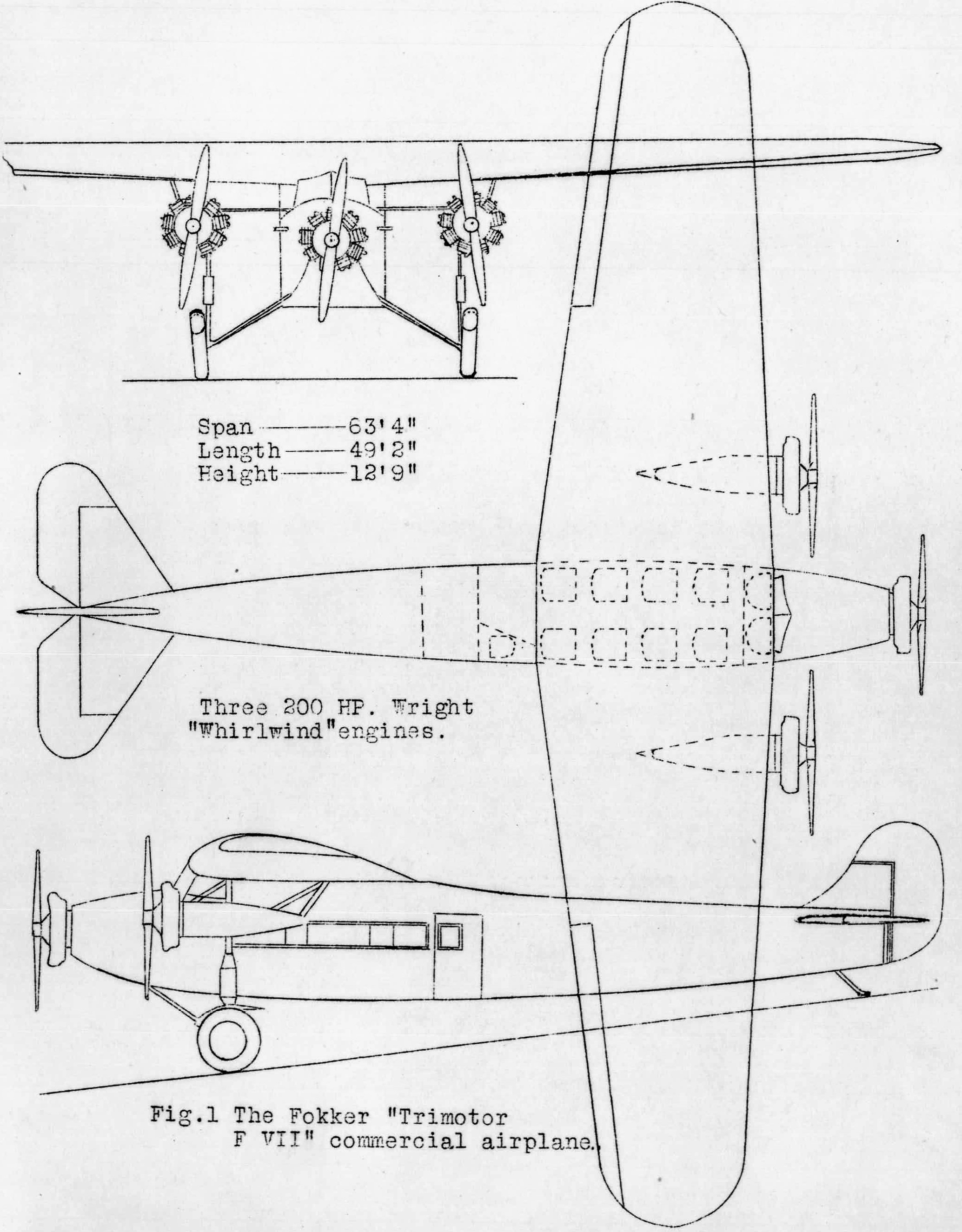
Fokker F.VII

- エンジン： 3 × Wright J-5 Whirlwind 星型エンジン 、220 hp
- 巡航速度：170 km/h